# Crkva Gospa od Karmela u Trogiru
Crkva Gospa od Karmela jedna je od mnogobrojnih srednjovekovnih građevina u Trogiru u Republici Hrvatskoj, koja se spominje i kao Gospa od Predgrađa, Gospa od Novoga Grada (Sancta Maria de burgo, S. Maria di Città Nuova), a nešto kasnije kao Gospa od Karmela (Santa Maria de Borgo detta de Carmeni, Madonna del Carmine). Dok je  Trogirani nazivaju Gospe od Karmena.

## Položaj
Crkva Gospa od Karmela nalazi se u istorijskom jezgru Trogira na istaknutome mestu, na početku predgrađa u Pasikama. Crkva je orijentisana u smeru zapad - istok, a pročelje joj je na zapadnoj strani. Takva neuobičajena orijentacije u istoj ulici bila je i kod crkvice Svih svetih, jer se  prilagođavala rasteru predgrađa sa ulicama sa izduženim blokovima kuća usmerenima u pravcu istok - zapad. Crkva je prva u nizu kuća položenih od istoka ka zapadu predgrađa. Na nju se sa zapadne strane prislanja prva u nizu zgrada bratstva, ponovo podignuta 1897. godine, u čijem prizemlju je smeštena sakristija.

## Istorija

### Preduslovi
Razvoj hrišanstva u Trogiru svedoći da je iz obližnje biskupske mitropolije Salone hrišanstvo vrlo brzo stiglo u ovaj trgovački gradić, koga je položaja na ostrvu spasio od sudbine gradova na kopnu. Ćinjenica je da crkve koje su se gradile u predromanijskom i ranoromanijskom razdoblju po stilu ili imenima svojih donatora govore o ranom naseljavanju Trogira hrvatskim stanovništvom hriščanske vere.
Počev od 9. veka Trogir plaća dažbine hrvatskim vladarima, ali zadržava autonomiju pod suverenitetom Vizantije. Od 11. veka Trogir postaje biskupija i dobija sve atribute ondašnjih evropskih gradova. Početak 12. veka je vreme priznaja vlasti hrvatsko-ugarskih kraljeva, a zapisano je da su ga 1123. godine do temelja razorili i opljačkali Saraceni.
Nakon ponovne kraće vizantske vladavine 1180. Trogir je opet dospeo pod vlast hrvatsko-ugarskih kraljeva koji su mu potvrdili autonomna gradska prava.
Tokom 13. veka, Trogir je doživeo snažan privredni razvoj i obnovu građevina. O snazi Trogira svedoći i podatak da je u njemu 1242. utočište našao hrvatsko-ugarski kralj Bela IV. u vreme njegovog bekstva pred Tatarima.

### Gradnja crkava
Stara crkva

Kamen temeljac za prvobitnu crkvu položen je 10. avgusta 1265. godine, u doba biskupa Kolumbana.
| „ | Crkva pod nazivom Sancta Maria de burgo Tragurii spominje se u više isprava tokom 13. veka, pa je tako npr. 21. avgusta 1274. godine zabelženo da se iznajmljuje teren nedaleko od crkve u čijoj se blizini nabrajaju kućerci i njihovi vlasnici. | ” |

 Kako je stara crkva bila mala i tesna, na osnovu odluke kneza Domenika Minija od 11. septembra 1600. godine data je dozvola za rušenje stare i gradnju nove crkve. Međutim nema nikakvih tragova srednjovekovne crkve, osim što je poznata njena lokacija i izvorni titular. 
Nova crkva
Prema rukopisu Chiese in Traù nova crkva je dovršena 1618. godine, kako je to zabeleeženo i na natpisu na pročelju crkve. Po jednom od prepisa istog rukopisa 1618, godine bio je dovršen i njen zvonik. Sadašnji izgled crkva je dobila u 18. veku, prema preporukama biskupa Didak Manola iz 1751. godine kojim je on preporučio obnovu crkve. Za ovu preporuku 
saznajemo iz podataka iz vizitacije biskupa Didaka Manole iz 1756. godine, koji je ustanovio da je crkva bila u ruševnom stanju, verovatno zbog loše statike i močvarnog, nasutog terena na kome je crkva izgrađena. Nakon 1751. godine crkva je temeljno obnovljena, uključujući i zvonik, pre svega zahvaljujući bratstvu, među kojima se istakao njihov župan, pomorac Frane Calebotta.

## Arhitektura
Postojeća crkva je jednobrodno zdanje, u osnovi pravougaonog oblika, na koje se nastavlja izdužena, nešto uža pravougaona apsida.
Uz pročelje je zvonik koji u donjem delu svojom masom ulazi u volumen crkve. Tako je u severni deo crkvenog  pročelja ukomponovan i donji deo zvonika. Zvonik u donjem, spoljnjem delu podupire iskošeni potporni zid, što pojačava  utisak asimetričnosti pročelja. Na levoj južnoj strani pročelje se završava izvijenim lukom, a na desnoj je samo deo luka koji prekida zvonik. Na
početku luka na levoj strani je voluta ispod koje je kamena kugla sa gvozdenim šiljkom. Na vrh pročelja, iznad mesta gde se spajaju izvijeni lukovi, postavljena je kao završni deo kamena vaza.
U osi pročelja je portal sa baroknim profilacijama i delom umetnutug sarkofaga, zapravo njegova prednja strana, sa reljefnim prikazom raspeća u sredini. Uz Hrista na krstu su Marija i Sveti Ivan, a iznad sa svake strane lete anđeli. Na ivicama sarkofaga na jednoj je strani anđeo Gabrijel, a na drugoj Marija u sceni Navještenja. Sarkofag, je delo mletačke radionice, i datira verovatno iz 1340-tih godina.
Unutrašnjost crkve izgledom i opremom sačuvalo je svoje barokne karakteristike. Plafon je
ravan, ali sa zaobljenim krajevima; u apsidi je polubačvasti svod. U apsidi sa strane oltara su dvoja vrata, ukrašena kamenim oblogama, kroz koja se ulazi u sakristiju smeštenu u prizemlju susedne bratske kuće.
Na ulaznoj strani, na istočnom zidu postavljena je pevnica koja na jednoj strani (u severoistočnom delu) pridržava stub, koji ujedno podržava i zvonik. Kako u samoj crkvi zvonik nema svoju bazu (statički veoma smelo rešenje), osim pročelnog i severnog crkvenog zida, pridržava ga samo jedan stub.  Ovaj stub je, sastavljen od više delova, u sekundarnoj je upotrebi, kao i njegov srednjovekovni kapitel ukrašen motivom zadebljalog lišća (svijene palmine grane).
Crlva ima tri oltara. Glavni oltar i vrata sa strane oblikovani su u istom, kasnobaroknom stilu. Raskošna ornamentika, izrađena od kamena crvene boje u maniru je oltarista braće Vicenzu i Piju Dall’Acqui koji su klesali u Dalmaciji tokom druge polovine 13. veka. Na glavnom oltaru nalazi se slika izduženog oblika; prikaz Bogorodica s anđelima pred kojom kleči sveti Šimun Stock. U sredini slike su likovi više osoba, među kojima su u prvom planu papa Pio V. i duždevica Morosini, zaslužni za pokretanje rata protiv Turaka, koji je rezultovao pobedom kod Lepanta 1571. godine.

## Literatura
- PAOLO ANDREIS, Storia della città di Traù, Spljet, 1908.
- IVAN LUCIĆ, Povijesna svjedočanstva o Trogiru I., Split, 1979.
- MIHO BARADA, Trogirski spomenici I. Zapisnici pisarne općine trogirske II, od 31. I. 1274. do 1. IV. 1294, Zagreb, 1950.
- PAVAO ANDREIS, Povijest grada Trogira, Split, 1977, I i II